# جون نان (منافس ألعاب قوى)
جون نان (بالإنجليزية: John Nunn)‏ هو منافس ألعاب قوى أمريكي، ولد في 3 فبراير 1978 في دورانغو في الولايات المتحدة.

## وصلات خارجية
- جون نان على موقع الاتحاد الدولي لألعاب القوى (الإنجليزية)
- جون نان على موقع أوليمبيديا (الإنجليزية)
- جون نان على موقع اللجنة الأولمبية والبارالمبية الأمريكية (الإنجليزية)